# Novoantonivka, Novîi Buh
Novoantonivka (în ucraineană Новоантонівка) este un sat în comuna Rozanivka din raionul Novîi Buh, regiunea Mîkolaiiv, Ucraina.

## Demografie
Componența lingvistică a localității Novoantonivka
     Ucraineană (94,74%)
     Română (3,95%)
     Maghiară (1,32%)
Conform recensământului din 2001, majoritatea populației localității Novoantonivka era vorbitoare de ucraineană (94,74%), existând în minoritate și vorbitori de română (3,95%) și maghiară (1,32%).